# دون هيويت
دون هيويت (بالإنجليزية: Don Hewitt)‏ هو منتج أفلام وصحفي وكاتب سيناريو ومخرج أمريكي، ولد في 14 ديسمبر 1922 في نيويورك في الولايات المتحدة، وتوفي في 19 أغسطس 2009 في بريدجهامبتون في الولايات المتحدة بسبب سرطان البنكرياس.

## وصلات خارجية
- دون هيويت على موقع IMDb (الإنجليزية)
- دون هيويت على موقع الموسوعة البريطانية (الإنجليزية)
- دون هيويت على موقع إن إن دي بي (الإنجليزية)
- دون هيويت على موقع قاعدة بيانات الفيلم (الإنجليزية)